# Sword Art Online
Autre
Sword Art Online (ソードアート・オンライン, Sōdo Āto Onrain) est un light novel écrit par Reki Kawahara, également auteur du light novel Accel World, et illustré par abec. Depuis avril 2009, 28 volumes ont été publiés par Kadokawa (anciennement ASCII Media Works) dans sa collection Dengeki Bunko. La version française est éditée par Ofelbe depuis mars 2015.
Il a été adapté en plusieurs mangas mais aussi en série télévisée d'animation de 25 épisodes par le studio A-1 Pictures entre juillet et décembre 2012. Un épisode spécial est sorti le 31 décembre 2013 et une deuxième saison animé est diffusée entre juillet et décembre 2014. Un film d'animation intitulé Sword Art Online: Ordinal Scale est sorti en février 2017. La première partie de la troisième saison appelée Sword Art Online: Alicization est diffusée entre octobre 2018 et mars 2019, tandis que la partie War of Underworld qui forme la seconde partie de la troisième saison est diffusée entre octobre 2019 et septembre 2020. Dans les pays francophones, la série est diffusée en streaming et en téléchargement légal sur Wakanim en VOD et est également disponible en DVD et Blu-ray. Sword Art Online a également eu droit à plusieurs adaptations en jeux vidéo sur consoles et mobiles.

## Histoire

### Univers
La série Sword Art Online se déroule dans différents jeux vidéo d'immersion virtuelle appelés « VRMMORPG » (Virtual Reality Massively Multiplayer Online Role Playing Game).

#### Sword Art Online
Sword Art Online (SAO) (ソードアート・オンライン, Sōdo Āto Onrain) est le jeu du premier arc, Sword Art Online. Le monde prend la forme d'un château flottant géant appelé Aincrad, comportant 100 paliers. Chaque étage dispose d'un cadre de style médiéval et un donjon avec un boss qui doit être vaincu pour que les joueurs puissent accéder à l'étage supérieur. Comme la plupart des jeux de rôle, le jeu propose un système de niveau. Cependant, après la période de bêta test, le créateur du jeu a activé un système pour piéger les joueurs à l'intérieur d'Aincrad, empêchant toute déconnexion. Pour pouvoir quitter le jeu, il faut que quelqu'un le finisse. Si les joueurs meurent dans le jeu ou si leurs casques d'immersion virtuelle sont enlevés de force, leur cerveau reçoit un flux de micro-ondes entraînant la mort.

#### Alfheim Online
Alfheim Online (ALO) (アルヴヘイム・オンライン, Aruvuheimu Onrain) est le jeu auquel Kirito accède lors du deuxième arc, Fairy Dance, pour libérer Asuna qui y est prisonnière. Les personnages disposent de caractéristiques propres aux fées, comme des ailes leur permettant de voler (seulement dans un laps de temps imparti). Le monde, divisé en plusieurs régions différentes pour chacune des races du jeu, possède en son centre un Arbre du Monde servant de donjon principal dont le but est d'atteindre le sommet pour faire partie de l'armée spéciale du Roi des Fées (Oberon) et aussi avoir la chance de voir sa race pouvoir voler sans limite de temps.

#### Gun Gale Online
Gun Gale Online (GGO) (ガンゲイル・オンライン, Gan Geiru Onrain) est le jeu de l'arc Phantom Bullet. Cet univers met l'accent sur l'utilisation des armes à feu de tout type : armes d'assaut, fusils de précision mais aussi baïonnettes. Kirito est le seul personnage qui y utilise des sabres laser. Il possède une apparence féminine dans ce jeu. Il se démarque très vite en combattant et tuant les Top Players. L'argent reçu dans ce jeu peut être échangé contre des objets de la vie réelle. Mais alors que tout va pour le mieux, un mystérieux joueur fait disparaître les trois meilleurs joueurs. Ce personnage possède une arme qui tue aussi dans la vie réelle et Kirito va donc essayer de combattre ce mystérieux ennemi.

### Personnages

#### Kirito
Kirito (キリト, Kirito), de son nom réel Kazuto Kirigaya ou Kazuto Narusaka (桐ヶ谷 和人, Kirigaya Kazuto), est le personnage principal masculin de l'histoire de Sword Art Online. Kirito est un joueur « solo » mais se fait aussi passer pour un « Beater » (un mot qui vient de « bêta-testeur » et de « cheater »). C'est un joueur qui n'a pas eu de chance avec les guildes (Chats Noirs aux clair de lune : tous morts). Il est l'un des bêta-testeurs étant allé le plus loin dans le jeu. Quand une annonce explique que les joueurs de Sword Art Online ne peuvent plus se déconnecter, il est surpris comme tous les autres joueurs mais, contrairement à ceux-ci, il garde la tête froide et accepte cette dure vérité.
Kirito utilise principalement une épée à une main (Elucidator) et porte généralement une tenue noire, afin d'ajouter à sa furtivité et qui lui donne son surnom d'« Épéiste Noir ». Dans SAO, il est le seul possesseur de l'« escrime double ». Il s'agit d'une compétence unique lui permettant l'usage de deux épées à la fois. Il ne se sert pas de cette compétence au début car, étant le seul à la posséder, il ne souhaite pas attirer l'attention ou qu'on ne le questionne sur cette technique qu'il a acquise sans savoir comment (aucun prérequis n'est nécessaire). On apprendra plus tard que cette compétence est remise au personnage ayant le temps de réaction le plus rapide. Au moment où il a dû utiliser cette technique pour battre le boss « Démon aux yeux azur » qui allait tuer les membres de son équipe, il n'avait plus l'utilité de dissimuler cette compétence et, de ce fait, ne la cache plus désormais. Kirito est aussi le petit copain de Asuna.

#### Asuna
Asuna (アスナ, Asuna), de son nom réel Asuna Yūki (結城 明日奈, Yūki Asuna), est le personnage principal féminin de l'univers Sword Art Online. Asuna est la vice-commandante de la Confrérie des Chevaliers, une guilde d'une trentaine de joueurs, considérée comme la plus forte guilde dans l'Aincrad. Elle est également la petite amie de Kirito. Elle gagne le titre de l'Éclair pour son habileté extraordinaire à la rapière. Elle a l'air un peu hautaine, voire tsundere au début, mais se montre rapidement douce et sensible.

### Résumé

#### ArcAincrad
Sword Art Online est un jeu de rôle en ligne massivement multijoueur en réalité virtuelle (VRMMORPG), sorti en 2022. Avec le NerveGear, un casque de réalité virtuelle stimulant les cinq sens de l'utilisateur, les joueurs peuvent contrôler leur personnage dans le jeu avec leur esprit. Le jeu est bêta-testé par 1 000 joueurs puis est enfin commercialisé.
Le 6 novembre 2022, plus de 10 000 joueurs se connectent au jeu pour la première fois et découvrent plus tard qu'ils sont incapables de se déconnecter. Ils sont ensuite informés par Akihiko Kayaba, le créateur de SAO, qu'ils doivent atteindre le 100e palier de la tour du jeu et vaincre le boss final pour être libres. Cependant, si leurs avatars meurent dans le jeu, leurs corps mourront aussi dans le monde réel. L'un de ces joueurs est Kazuto Kirigaya, connu alors sous le pseudonyme de « Kirito ». Ce dernier avait été choisi comme l'un des bêta-testeurs de la bêta fermée. Comme il avait de l'expérience et la connaissance du jeu, il sentait qu'il pouvait finir le jeu facilement. En conséquence, il commence à jouer en tant que joueur solo.
Lors du premier jour, 213 personnes meurent car leurs proches tentent de débrancher le NerveGear malgré les avertissements qui apparaissent à l'écran. Plus de 2 000 personnes meurent durant le premier mois, soit en étant tuées dans le jeu, soit car le corps réel n'a pas été transporté à l'hôpital. En effet, le NerveGear intercepte toutes les sensations et la faim, la soif ou le sommeil d'un joueur dans le jeu n'a rien à voir avec l'état réel de son corps qui est plongé dans une sorte de coma.
Au fur et à mesure du temps, la vie dans SAO s'organise : tandis qu'un certain nombre de joueurs haut-niveaux s'activent au front pour conquérir les étages étape par étape, d'autre retrouvent un rythme de vie presque « normal » avec des rôles comme pêcheur, saltimbanque, professeur ou forgeron, en passant par les spécialités en cuisine, la politique et gérance des cités et les quêtes secondaires. Il est ainsi possible d'acheter une maison et d'y vivre paisiblement loin des combats, ou au contraire entrer dans des guildes de commerce ou de combattants afin de participer aux stratégies de conquête.
Finalement, Kirito achèvera le jeu avant d'arriver au dernier palier en découvrant l'identité du boss final, lui permettant ainsi de le défier bien plus tôt que prévu.

#### ArcFairy Dance
Après avoir été renvoyé dans le monde réel, Kirito apprend que 300 joueurs de SAO, dont Asuna, ne se sont toujours pas réveillés. En suivant une piste indiquant la présence d'un personnage caché lui ressemblant beaucoup dans un autre VRMMORPG appelé Alfheim Online, Kirito décide d'entrer dans le jeu. Aidé par une joueuse appelée Leafa, qui se révélera finalement être Suguha Kirigaya qui est sa cousine mais qu'il considère comme sa sœur, il apprend que les joueurs piégés dans ALO font partie d'un plan conçu par Nobuyuki Sugo qui joue le rôle du maître du jeu avec le personnage du roi Oberon pour effectuer des expériences illégales sur leurs esprits afin d'en prendre le contrôle. Après que Kirito a déjoué les plans de Sugo, il retrouve enfin Asuna dans le monde réel. La libération a lieu le 25 janvier 2025.
Un peu plus tard, une mise à jour fait entrer le château d'Aincrad dans le jeu ALO à l'aide des anciennes données du jeu qui ont finalement été récupérées.

#### ArcPhantom Bullet
Quelques mois plus tard, en mars 2025, Kirito joue à un autre jeu appelé Gun Gale Online pour enquêter sur un théorique et mystérieux lien entre ce jeu et des décès de joueurs de GGO survenus dans le monde réel. Aidé par une joueuse appelée Sinon, il identifie et punie les coupables, dont certains sont d'anciens membres d'une guilde meurtrière que Kirito avait déjà rencontrée dans SAO, les « Laughing Coffin ».

#### Side StoryCalibur
Après avoir découvert l'identité de Death Gun, Kirito retourne dans Alfheim Online et apprend que la quête Excalibur mettant en jeu la célèbre épée du roi Arthur a été découverte. Risquant de surcroit une potentielle destruction du monde d'ALO (aussi bien semblable à la mythologie nordique du Ragnarök) suscite Kirito accompagné de ses amis habituels et de Sinon qui les rejoint dans ALO, à commencer la quête.

#### Side StoryMother's Rosario
Après avoir combattu et sauvé Alne (l'une des cités principales d'ALO) ainsi que réussi la quête Excalibur, Kirito combat une mystérieuse épéiste extrêmement talentueuse qui propose des duels mais perd le combat. Pendant ce temps, Asuna doit gérer des problèmes avec sa mère qui privilégie le rang social et le niveau, voulant dicter son avenir et lui faire changer de lycée dans cette optique. Asuna, une fois revenue dans le jeu, entend parler de cette talentueuse épéiste et la combat, en vain. Cette épéiste nommée Yuuki souhaite après ce combat demander l'aide d'Asuna afin de combattre un boss de palier de SAO, pour qu'elle et sa guilde Sleeping Knights puissent avoir leur nom gravé sur le tableau du premier palier de l'Aincrad et ainsi laisser une trace de leur passage dans le jeu. En effet, sa guilde est composée de personnes atteintes de maladies qui les empêchent de vivre normalement, là où le monde virtuel de ALO peut leur faire vivre une vie épanouie.
Asuna peut rester dans son lycée après une discussion sincère et honnête avec sa mère en utilisant une AmuSphere, le nouveau système d'immersion succédant au dangereux NerveGear et utilisé dans ALO et GGO.
Asuna rend visite à Yuuki dans sa chambre d'hôpital, et le décès de la jeune fille qui était atteinte d'une leucémie un peu plus tard conclut la Side Story Mother's Rosario.

#### ArcAlicization

##### Sous-arcHuman Realm
Kirito semble avoir onze ans lorsqu'il décide de partir chercher de la glace au Nord de Rulid, dans les montagnes à la frontière du Pays des Ténèbres, en compagnie de ses amis d'enfance Alice et Eugeo. Mais Alice enfreint une règle de la Table des Interdits et est enlevée par un Chevalier de l'Intégrité, un représentant de l'autorité suprême de l'Underworld, l'Église de l'Axiome. Cette dernière est dirigée par Administrator, une femme voulant avoir un contrôle absolu sur tout l'Underworld.
Kirito a rendez-vous avec Asuna et Sinon chez Agil, ils discutent d'un nouveau jeu dont Kirito est Bêta-testeur et dont il ne garde aucun souvenir. En raccompagnant Asuna chez elle, il est attaqué par le dernier membre en liberté des « Laughing Coffin », une ancienne guilde de SAO, qui lui injecte le même poison que celui utilisé dans l'affaire Death Gun. Pris en charge par les secours, il est alors secrètement transféré d'urgence dans le Ocean Turtle, une base de recherche militaire top secrète dirigée par Seijirou Kikuoka. À son réveil, Kirito se retrouve dans un monde baptisé Underworld.
Ce monde virtuel expérimental est basé sur une toute nouvelle technologie, le Soul Translator, qui utilise une source d'énergie nommée « Fluctlight », source que chaque joueur et PNJ possède et est essentielle pour vivre dans l'Underworld. Il sert de terrain d'expérimentation au gouvernement japonais afin de créer une intelligence artificielle de type Bottom-Up. Dans celui-ci, le temps est accéléré environ 1 000 fois. Il y fait la rencontre d'Eugeo, un garçon de dix-sept ans habitant du village de Rulid au nord de Centoria. Celui-ci s'est vu attribuer une Tâche sacrée, celle d'abattre un cèdre géant nommé Gigas Cedar. Kirito décide d'aider Eugeo et ceux-ci finissent par en venir à bout. Eugeo décide alors avec l'accord du village de devenir épéiste. Ils se mettent en route pour la capitale de Centoria où se trouve l'école des chevaliers et l'Église de l'Axiome, espérant y retrouver Alice, mais ils se retrouvent impliqués dans un combat contre l'Église de l'Axiome et doivent gravir les marches des cent étages de la Cathédrale centrale gardés par les puissants Chevaliers de l'Intégrité, les défenseurs de l'Église de l'Axiome et serviteurs loyaux d'Administrator, qui se trouve au sommet de la tour et qui servira d'adversaire pour le dernier combat que nos deux héros devront mener.
Dans la réalité, la base est attaquée par un mystérieux groupe armé voulant voler les technologies présentes sur Ocean Turtle.

##### Sous-arcWar of Underworld
Six mois après la mort d'Administrator et d'Eugeo, Alice et Kirito se retirent dans une maison éloignée de la capitale, quelques jours avant la chute du mur séparant le Dark Territory de leur monde. Alice part combattre au front avec les autres chevaliers de l’intégrité. Mais le but de l’empereur du mal est de la capturer afin de s’emparer de son cube et de sa Fluctlight. Kirito se trouve être paralysé et en fauteuil roulant depuis la mort tragique d’Eugeo sous ses yeux. Alice s’occupait de lui. Celle-ci préfère partir au front ce qui avantagerait beaucoup les forces du mal dont l’empereur du mal se sert. Ce même empereur ne se préoccupe pas du fait de sacrifier des vies même si elles sont de l’Underworld. Les mages noirs n’ont pas de scrupule à éliminer leurs alliés pour se procurer de la force pure, car dans l’Underworld la mort de quelqu’un libère de l’énergie et les mages noirs veulent se servir de ce procédé en tuant leurs alliés pour se procurer de la force et lancer des sorts d’une grande puissance. C’est ainsi que le roi des hommes-porc a vu la moitié de son peuple se faire décimer sous l’œil narquois de la chef des mages. Le roi jure à voix basse de se venger. C’est ainsi que les premières tensions dans l’armée du Dark Territory naissent et elles ne feront qu’empirer. Alors que l’énergie s’accumule et que les mages se préparent à lancer un sort de destruction massif, Alice s’élance dans le ciel sur le dos de son fidèle dragon, s’empare de l’énergie total pour lancer le plus puissant des sorts. « Enhance Armement » prononça-t-elle avant de défouler sa puissance. Elle tue énormément d’ennemis et empêche l’attaque des mages.

## Light novel
Reki Kawahara a écrit le premier volume en 2002 et l'a présenté au Prix du roman de jeu Dengeki (電撃ゲーム小説大賞, Dengeki game qhōsetsu taishō, désormais appelé Grand prix du roman Dengeki) mais le projet a été refusé car il dépassait le nombre de pages limite. Il l'a alors publié sur internet sous le pseudonyme Fumio Kunori. En 2008, il participe de nouveau à la compétition avec son roman Accel World et a gagné le Grand prix. En plus de ce roman, l'éditeur ASCII Media Works a demandé à Reki Kawahara de reprendre son ancien projet, Sword Art Online, ce qu'il a accepté. La publication a alors commencé en avril 2009.
L'auteur a également publié une série dérivée nommée Sword Art Online: Progressive, dans laquelle il souhaite retracer un à un la conquête des soixante-quinze paliers de l'Aincrad (avec Kirito et Asuna en personnages principaux), tout en développant l'univers de chaque palier, des personnages secondaires mentionnés ou non dans l'histoire originale. L'auteur précise également qu'il a dû faire l'impasse sur certaines incohérences avec le texte original.
Une série dérivée, Sword Art Online Alternative Gun Gale Online, est publiée depuis le 10 décembre 2014 par ASCII Media Works. Elle est dessinée par Keiichi Sigsawa.
En France, la série principale est publiée dans un format double par Ofelbe depuis le 12 mars 2015,,. Le roman est aussi publié en Amérique du Nord par Yen Press depuis avril 2014.

## Manga
Des adaptations de la série de light novel sont publiés dans le magazine Dengeki Bunko Magazine. Le premier arc, Aincrad, est dessiné par Tamako Nakamura entre août 2010 et avril 2012 avant d'être compilé en un total de deux volumes. Le deuxième arc, Fairy Dance, est dessiné par Hazuki Tsubasa entre avril 2012 et avril 2014 et a été compilé en un total de trois volumes. Le troisième arc, Phantom Bullet, est dessiné par Kōtarō Yamada depuis avril 2014. Le quatrième arc, Sword Art Online: Calibur, est dessinée par Shii Kiya depuis le numéro de septembre 2014 du Dengeki G's Comic. Le cinquième arc, Mother's Rosario, est dessinée par Hazuki Tsubasa depuis juin 2014. La série dérivée Sword Art Online: Progressive est également adaptée en manga depuis le 29 juin 2013 dans le magazine Dengeki G, avant d'être transférée en mai 2014 dans le magazine Dengeki G's Comic.
Une série humoristique au format yonkoma, nommée Sword Art Online 4koma et dessinée par Jūsei Minami, est publiée depuis septembre 2010. Une deuxième série dérivée nommée Sword Art Online Girls Ops et dessinée par Neko Nekobyō est publiée depuis le 10 juin 2013 dans le magazine Dengeki Bunko Magazine.
La version française est éditée par Ototo, qui publie l'arc Aincrad à partir de novembre 2014, l'arc Fairy Dance à partir de février 2015, l'arc Progressive à partir de juin 2015, l'arc Phantom Bullet à partir de octobre 2015, le one-shot Calibur en mai 2016, et l'arc Mother's Rosario à partir de septembre 2016.
En Amérique du Nord, Yen Press publie le manga Aincrad depuis mars 2014.

## Anime

### Séries télévisées

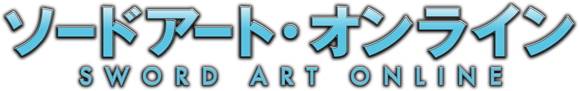
Logo de la série animée.

L'adaptation en série télévisée d'animation a été annoncée au Dengeki Bunko Autumn Festival 2011. Celle-ci est produit par le studio A-1 Pictures, réalisé par Tomohiko Ito avec des musiques de Yuki Kajiura. Elle a été diffusée sur Tokyo MX, tvk, TVS, TVA, RKB, HBC et MBS entre le 8 juillet, et le 23 décembre 2012. Dans les pays francophones, l'anime est diffusé en streaming et en téléchargement légal et payant par Wakanim et édité en DVD et Blu-ray par IDP Home Video depuis juillet 2013. Dans les pays francophones, cette saison est diffusée en version française depuis le 1er septembre 2014 sur J-One. L'anime est aussi disponible sur la plateforme de VOD Netflix en version originale sous-titrée.
Un épisode spécial nommé Sword Art Online Extra Edition a été diffusé le 31 décembre 2013 au Japon,. Cet épisode résume la première saison et comporte plusieurs scènes inédites. Une seconde saison, Sword Art Online II, a été annoncée à cette occasion. Elle est diffusée entre le 5 juillet et le 20 décembre 2014. Cette saison couvre les arcs Phantom Bullet, Calibur et Mother's Rosario. Dans les pays francophones, la saison est diffusée en simulcast sur Wakanim et édité en DVD et Blu-ray en 2015 par @Anime.
Une 3e saison est annoncée officiellement à la fin du film Sword Art Online: Ordinal Scale. Celle-ci adapte l'arc Alicization, et est divisée en deux parties : la première partie, intitulée Sword Art Online: Alicization, est diffusée du 7 octobre 2018, au 31 mars 2019 ; tandis que la seconde partie est aussi divisée en deux cours, le premier Sword Art Online: Alicization - War of Underworld est diffusé entre le 13 octobre 2019, au 29 décembre 2019. Un récapitulatif de la première partie, intitulé Reflection (リフレクション), est diffusé le 6 octobre 2019,. Le second cours, intitulé Sword Art Online: Alicization - War of Underworld - Last Season, était initialement prévu pour le 26 avril 2020,, avant d'être reporté à juillet 2020 en raison des effets de la propagation de la pandémie de Covid-19 au Japon,. Cette dernière partie est officiellement diffusée du 12 juillet 2020 au 20 septembre 2020. Sword Art Online: Alicization est composée de 24 épisodes, tandis que Sword Art Online: Alicization - War of Underworld est composée de 23 épisodes. Un programme spécial est diffusé le 12 avril 2020, et un récapitulatif du premier cour de War of Underworld le 5 juillet.
Une adaptation du light novel dérivé Sword Art Online Alternative Gun Gale Online est annoncée en septembre 2017. Produite au sein de Studio 3Hz, elle est diffusée entre avril et juin 2018.

#### Musiques
| Saison                                                      | Générique | Début                                                    | Début          | Début          | Fin                   | Fin                  | Fin              |
| Saison                                                      | Générique | Épisodes                                                 | Titre          | Artiste        | Épisodes              | Titre                | Artiste          |
| ----------------------------------------------------------- | --------- | -------------------------------------------------------- | -------------- | -------------- | --------------------- | -------------------- | ---------------- |
| Sword Art Online (saison 1)                                 | 1         | 2 - 14 + générique de fin épisode 1                      | crossing field | LiSA           | 1, 25                 | crossing field       | LiSA             |
| Sword Art Online (saison 1)                                 | 1         | 2 - 14 + générique de fin épisode 1                      | crossing field | LiSA           | 2 – 14                | Yume Sekai           | Haruka Tomatsu   |
| Sword Art Online (saison 1)                                 | 2         | 15 – 25                                                  | INNOCENCE      | Eir Aoi        | 15 – 24               | Overfly              | Luna Haruna (en) |
| Sword Art Online II (saison 2)                              | 1         | 2 - 13 + 14 (version modifiée) + 14.5 (version modifiéé) | IGNITE         | Eir Aoi        | 1                     | IGNITE               | Eir Aoi          |
| Sword Art Online II (saison 2)                              | 1         | 2 - 13 + 14 (version modifiée) + 14.5 (version modifiéé) | IGNITE         | Eir Aoi        | 2 – 14.5              | Startear             | Luna Haruna      |
| Sword Art Online II (saison 2)                              | 2         | 15 – 23                                                  | courage Sephi  | Haruka Tomatsu | 15 – 17               | No More Time Machine | LiSA             |
| Sword Art Online II (saison 2)                              | 3         | 15 – 23                                                  | courage Sephi  | Haruka Tomatsu | 18 – 24               | Shirushi             | LiSA             |
| Sword Art Online: Alicization (saison 3)                    | 1         | 2 - 13 + générique de fin épisode 1                      | Adamas         | LiSA           | 1                     | Adamas               | LiSA             |
| Sword Art Online: Alicization (saison 3)                    | 1         | 2 - 13 + générique de fin épisode 1                      | Adamas         | LiSA           | 2 – 13                | Iris                 | Eir Aoi          |
| Sword Art Online: Alicization (saison 3)                    | 2         | 14 – 22, 24                                              | RESISTER       | ASCA           | 14 – 22, 24           | forget-me-not        | ReoNa            |
| Sword Art Online: Alicization (saison 3)                    | 2         | 14 – 22, 24                                              | RESISTER       | ASCA           | 23                    | RESISTER             | ASCA             |
| Sword Art Online: Alicization -War of Underworld (saison 4) | 3         | WoU 1 – 12 (25 – 36)                                     | Resolution     | Haruka Tomatsu | WoU 1 – 12 (25 – 36)  | unlasting            | LiSA             |
| Sword Art Online: Alicization -War of Underworld (saison 4) | 4         | WoU 13 – 23 (37 – 46)                                    | ANIMA          | ReoNa (ja)     | WoU 13 – 22 (37 – 46) | I will…              | Eir Aoi          |
| Sword Art Online: Alicization -War of Underworld (saison 4) | 4         | WoU 13 – 23 (37 – 46)                                    | ANIMA          | ReoNa (ja)     | WoU 23 (47)           | ANIMA                | ReoNa            |

### Films d'animation
Un film d'animation est annoncé en octobre 2015. Intitulé Sword Art Online: Ordinal Scale (劇場版 ソードアート・オンライン -オーディナル・スケール-, Gekijō-ban Sword Art Online -Ordinal Scale-), le film sort le 18 février 2017 au Japon et en avant-première à Paris, Lille et Dijon le 19 et 20 février. Il sort ensuite le 17 mai 2017 en France.
Le 19 septembre 2020, après la diffusion du dernier épisode de la 3e saison au Japon, une adaptation en anime du light novel dérivé Sword Art Online: Progressive est annoncée. Annoncé finalement comme un nouveau film d'animation intitulé Sword Art Online Progressive: Aria of a Starless Night, il sort le 30 octobre 2021 au Japon,. Dès la sortie de ce film, une suite est annoncée sous le titre Sword Art Online the Movie -Progressive- Scherzo of Deep Night pour 2022. Ce dernier sort le 22 octobre 2022 au Japon.

### Doublage
| Personnages                 | Voix japonaises            | Voix françaises (Saison 1)    | Voix françaises (Saison 2) | Voix françaises (Film) | Voix françaises (Saison 3) |
| --------------------------- | -------------------------- | ----------------------------- | -------------------------- | ---------------------- | -------------------------- |
| Kirito (Kazuto)             | Yoshitsugu Matsuoka        | Damien Laquet                 | Adrien Solis               | Adrien Solis           | Nicolas Dussaut            |
| Asuna                       | Haruka Tomatsu             | Amandine Longeac              | Jessica Barrier            | Jessica Barrier        | Jessica Barrier            |
| Yui                         | Kanae Itō                  | Delphine Saroli               | Caroline Combes            | Lucille Boudonnat      | Caroline Combes            |
| Klein (Kurain)              | Hiroaki Hirata             | Michaël Maïnö                 | Bruno Méyère               | Vincent de Boüard      | Vincent Pierrard           |
| Agil (Andrew Gilbert Mills) | Hiroki Yasumoto            | Julien Dutel                  | Antoine Tomé               | Julien Chatelet        | Antoine Tomé               |
| Silica (Keiko)              | Rina Hidaka                | Sandra Vandroux               | Corinne Martin             | Corinne Martin         | Corinne Martin             |
| Lisbeth (Rika)              | Ayahi Takagaki             | Justine Hostekint             | Nathalie Bienaimé          | Nathalie Bienaimé      | Nathalie Bienaimé          |
| Heathcliff (Akihiko Kayaba) | Tōru Ōkawa Kōichi Yamadera | Laurent Pasquier Julien Dutel | Julien Chatelet            | Julien Chatelet        | Mathieu Touquet            |

| Personnages    | Voix japonaises      | Voix françaises (Saison 1) | Voix françaises (Saison 2) | Voix françaises (Film) | Voix françaises (Saison 3) |
| -------------- | -------------------- | -------------------------- | -------------------------- | ---------------------- | -------------------------- |
| Leafa (Suguha) | Ayana Taketatsu      | Angélique Heller           | Sarah Marot                | Gwenaëlle Julien       | Sarah Marot                |
| Oberon         | Takehito Koyasu      | Marc Wilhelm               | Damien Da Silva            |                        |                            |
| Sakuya         | Sayuri Yahagi (ja)   | Sandra Vandroux            | Sophie Baranes             |                        | Frédérique Marlot          |
| Alicia Rue     | Chiwa Saito          | Justine Hostekint          | Caroline Combes            |                        | Gabrielle Jéru             |
| Recon          | Ayumu Murase         | Justine Hostekint          | Grégory Laisné             | Vincent De Bouard      |                            |
| Eugene         | Kenta Miyake         | Julien Dutel               | Antoine Tomé               | Yann Pichon            | Jean-Christophe Lecomte    |
| Kagemune       | Mitsuaki Madono (ja) | Michaël Maïnö              |                            |                        |                            |

| Personnages     | Voix japonaises    | Voix françaises (Saison 2) | Voix françaises (Film) | Voix françaises (Saison 3) |
| --------------- | ------------------ | -------------------------- | ---------------------- | -------------------------- |
| Seijirō Kikuoka | Toshiyuki Morikawa | Emmanuel Gradi             | Charles Mendiant       | Emmanuel Gradi             |

| Personnages   | Voix japonaises  | Voix françaises (Saison 2) | Voix françaises (Film) | Voix françaises (Saison 3) |
| ------------- | ---------------- | -------------------------- | ---------------------- | -------------------------- |
| Sinon (Shino) | Miyuki Sawashiro | Marie Nonnenmacher         | Catherine Collomb      | Gabrielle Jeru             |
| Sterben       | Sōichirō Hoshi   | Olivier Cordina            |                        |                            |
| Spiegel       | Natsuki Hanae    | Rémi Caillebot             |                        |                            |

| Personnages | Voix japonaises | Voix françaises   |
| ----------- | --------------- | ----------------- |
| Urd         | Hōko Kuwashima  | Bérangère Jean    |
| Verdandi    | Mai Nakahara    | Caroline Combes   |
| Skuld       | Saki Fujita     | Nathalie Bienaimé |
| Freyja      | Yūko Minaguchi  | Nayéli Forest     |
| Thrym       | Shōzō Iizuka    | Marc Bretonnière  |
| Thor        | Tesshō Genda    | Emmanuel Gradi    |

| Personnages | Voix japonaises       | Voix françaises (Saison 2) | Voix françaises (Saison 3) |
| ----------- | --------------------- | -------------------------- | -------------------------- |
| Yuuki       | Aoi Yūki              | Fanny Bloc                 | Mélanie Anne               |
| Siune       | Yū Shimamura (ja)     | Nayéli Forest              | Mélanie Anne               |
| Jun         | Daiki Yamashita       | Bastien Bourlé             | Marc Maurille              |
| Tecchi      | Nobuyuki Kobushi (ja) | Bruno Méyère               |                            |
| Talken      | Atsushi Tamaru (ja)   | Grégory Laisné             |                            |
| Nori        | Asami Tano            | Caroline Combes            |                            |

| Personnages | Voix japonaises   | Voix françaises (film) | Voix françaises (Saison 4) |
| ----------- | ----------------- | ---------------------- | -------------------------- |
| Eiji        | Yoshio Inoue      | Jean-Pierre Leblan     | Marc Maurille              |
| Shigemura   | Takeshi Kaga (ja) | Yann Pichon            |                            |
| Yuna        | Sayaka Kanda      | Frédérique Marlot      | Mélanie Anne               |

| Personnages                  | Voix japonaises       | Voix françaises                                                |
| ---------------------------- | --------------------- | -------------------------------------------------------------- |
| Eugeo                        | Nobunaga Shimazaki    | Jean-Pierre Leblan                                             |
| Alice Zuberg                 | Ai Kayano             | Kaïna Blada                                                    |
| Selka Zuberg                 | Kaori Maeda (ja)      | Caroline Combes                                                |
| Gabriel Miller               | Akira Ishida          | Vincent Pierrard (partie 1) puis Jean-Pierre Leblan (partie 2) |
| Vassago Casals               | Tsuyoshi Koyoma (ja)  | Jean-François Chaulange                                        |
| Rinko Kojiro                 | Sanae Kobayashi       | Nathalie Bienaimé                                              |
| Takeru Higa                  | Kenji Nojima          | Pablo Cherrey                                                  |
| Soltirina Serlut             | Megumi Han            | Sophie Planet                                                  |
| Tiese Shtolienen             | Kaori Ishihara        | Mélanie Anne puis Corinne Martin (épisode 23)                  |
| Ronie Arabel                 | Reina Kondō (ja)      | Nathalie Bienaimé puis Mélanie Anne (épisode 23)               |
| Eldrie Woolsburg             | Takeaki Masuyama (ja) | Mathieu Touquet                                                |
| Cardinal                     | Sakura Tange          | Paola Jullian                                                  |
| Quinella                     | Māya Sakamoto         | Frédérique Marlot                                              |
| Deusolbert Synthesis Seven   | Hikaru Hanada (ja)    | Yann Pichon                                                    |
| Rinel                        | Hina Kino             | Corinne Martin                                                 |
| Fizel                        | Konomi Kohara         | Gabrielle Jeru                                                 |
| Fanatio Synthesis Two        | Hitomi Nabatame (ja)  | Sophie Planet                                                  |
| Bercouli Synthesis One       | Junichi Suwabe        | Fabrice Lelyon                                                 |
| Chudelkin                    | Wataru Takagi         | Antoine Tomé                                                   |
| Renly Synthesis Twenty-seven | Mutsumi Tamura        | Bérengère Rochet                                               |
| Scheta Synthesis Twelve      | Lynn                  | Sarah Marot                                                    |
| Iskahn                       | Taku Yashiro (ja)     | Marc Maurille                                                  |

## Adaptation en série live
Une série télévisée avec prises de vue réelle est en cours de production chez Skydance Media en collaboration avec l'éditeur japonais Kadokawa Corporation. L'écriture du scénario est confiée à Laeta Kalogridis. Les producteurs du projet quant à eux sont David Ellison, Dana Goldberg et Marcy Ross. L'intrigue devrait suivre le début de l'arc Aincraid, le tout premier arc scénaristique de Sword Art Online[réf. nécessaire].
En février 2018, il est annoncé que la série est rachetée par Netflix, et que les personnages principaux Kirito et Asuna seront incarnés par des Japonais.

## Produits dérivés

### Jeux vidéo
Un jeu vidéo, nommé Sword Art Online: Infinity Moment (ソードアート・オンライン -インフィニティ・モーメント-, Sōdo āto onrain: Infiniti mōmento) et édité par Namco Bandai Games, est sorti sur PlayStation Portable le 14 mars 2013 au Japon. Un guide complet est sorti le 20 avril 2013.
Un deuxième jeu nommé Sword Art Online: Hollow Fragment (ソードアート・オンライン －ホロウ・フラグメント－) est sorti sur PlayStation Vita le 24 avril 2014 au Japon et sur PlayStation 4 plus tard,, le 19 août en Amérique du Nord et le 20 août 2014 en Europe uniquement en version téléchargeable.
Un troisième jeu nommé Sword Art Online: Lost Song (ソードアート・オンライン －ロスト・ソング－) est sorti le 26 mars 2015 au Japon sur PlayStation 3 et PlayStation Vita, puis le 13 novembre en Europe et le 17 novembre en Amérique du Nord sur PlayStation 4 et PlayStation Vita,. Il s'agit d'un jeu de rôle avec un scénario inédit se déroulant dans Alfheim Online.
Un quatrième jeu nommé Sword Art Online: Hollow Realization (ソードアート・オンライン －ホロウ・リアリゼーション－) est sorti sur PlayStation 4 et PlayStation Vita le 27 octobre 2016 au Japon et le 8 novembre en Europe et Amérique du Nord, sur PC (Windows) en octobre 2017, ainsi que sur Nintendo Switch le 24 mai 2019.
Un jeu crossover nommé Accel World VS Sword Art Online: Millennium Twilight (アクセルワールド VS ソードアート・オンライン 千年の黄昏, Akuseruwārudo VS sōdoāto onrain Chitose no tasogare) est un Action-RPG édité par la société Bandai Namco Games. Il est disponible sur PlayStation 4 et PlayStation Vita le 16 Mars 2017 au Japon puis le 7 Juillet 2017 dans le reste du monde. Le jeu mélange les licences d'Accel World et de Sword Art Online
Un cinquième jeu nommé Sword Art Online: Fatal Bullet (ソードアート・オンライン フェイタル・バレット) est sorti sur PlayStation 4, Xbox One et PC via Steam le 8 février 2018 au Japon et le 23 février 2018 dans le reste du monde. Une version incluant tout le contenu téléchargeable est sorti en tant que « Complete Edition », sur Nintendo Switch, le 9 août 2019. Le jeu se déroule dans l'univers de Gun Gale Online et permet d'incarner son propre avatar personnalisé, mais aussi Kirito dans une histoire qui lui est dédiée.
Un jeu mobile Sword Art Online: Memory Defrag est sorti en 2016 sur smartphones (iOS et Android). Il reprend l'histoire principale de la série.
Une démo intitulée Sword Art Online: The Beginning est proposée uniquement au Japon par 208 bêta-testeurs du 18 au 20 mars 2016. Elle permet de tester en avant-première les technologies d'IBM, en l'occurrence Cognitive, l'intelligence artificielle d'IBM, ainsi qu'IBM Watson, un prototype de reconnaissance qui sera associé à SoftLayer, le service de système cloud d'IBM.
Le jeu Sword Art Online: Alicization Lycoris est sorti sur PlayStation 4, Xbox One et PC en juillet 2020, ainsi que sur Nintendo Switch le 30 septembre 2022. Le jeu se déroule dans l'univers de l'Underworld.
Le jeu Sword Art Online Last Recollection est sorti le 6 octobre 2023 sur PlayStation 4, PlayStation 5, Xbox One, Xbox Series X/S et PC.
Le jeu Sword Art Online: Fractured Daydream est sorti le 4 octobre 2024 sur PlayStation 5, Xbox Series X/S, Nintendo Switch et PC.

### Autres produits
De nombreuses figurines représentant Kirito et Asuna ont été fabriquées par Good Smile Company (nendoroid), Max Factory (figma), Kotobukiya ou encore Griffon Enterprises,,,. Il existe aussi un jeu de carte édité par Weiβ Schwarz

## Réception
Sword Art Online est le light novel le plus vendu de 2012, avec huit tomes se trouvant dans le top 10 des meilleures ventes,. Plus de sept millions d'exemplaires étaient en circulation en décembre 2012 et plus de onze millions en janvier 2014. En décembre 2014, le tirage au niveau mondial est supérieur à 16,7 millions.
Au Japon, le roman a été étudié à l'Université d'éducation d'Aichi pour ses perspectives entre la réalité et la fiction.
L'adaptation en série d'animation a eu un succès très important aux États-Unis, avec plus de 10 millions de vues en streaming en mars 2013. L'auteur Reki Kawahara a déclaré que l'anime était différent de sa série de romans, notamment dans le développement plus poussé des environnements et de certains personnages mineurs comme Kibaou et Argo, et que ça lui avait donné envie d'écrire des histoires dérivées les concernant.